# A Town Where You Live
A Town Where You Live (君のいる町?, Kimi no iru machi) è un manga scritto e disegnato da Kōji Seo, serializzato sulla rivista Weekly Shōnen Magazine di Kōdansha dal 28 maggio 2008 al 12 febbraio 2014. La casa editrice ha raccolto i 261 capitoli della serie in 27 volumi tankōbon, il primo dei quali è stato pubblicato il 12 agosto 2008. L'edizione italiana è stata curata da GP Publishing — divenuta nel 2013 l'etichetta GP Manga di Edizioni BD — tra il 2011 e il 2015, distribuendo al pubblico i primi diciannove albi. A partire dall'anno seguente, l'edizione italiana è stata curata da RW Edizioni, tramite la propria etichetta Goen, riprendendo la pubblicazione dal ventesimo volume fino alla sua conclusione con il ventisettesimo.
La storia è incentrata sulle vicende sentimentali di Haruto Kirishima, un giovane liceale di una cittadina situata nella prefettura di Hiroshima. Sin dalle medie, è innamorato della propria compagna di classe Nanami Kanzaki, alla quale non è mai riuscito a dichiarare i propri sentimenti. L'inaspettato trasferimento a casa sua della bella liceale di città Yuzuki Eba, tuttavia, sconvolgerà la sua quotidianità, dando origine ad una serie di svolte e cambiamenti importanti nella sua vita e in quella della nuova coinquilina.
Un adattamento a serie OAV da 2 episodi, prodotti e animati dallo studio d'animazione Tatsunoko Production, è stato pubblicato insieme ai volumi diciassette e diciotto del fumetto originale nel 2012. Una serie televisiva anime da 13 episodi, prodotta dallo studio Gonzo, è stata trasmessa dal 13 luglio al 28 settembre 2013, seguita da due episodi OAV pubblicati direttamente per il mercato home video nel 2014 insieme ai volumi ventisei e ventisette del manga.

## Trama

### Storia
Durante la propria infanzia, Haruto Kirishima stringe amicizia con Yuzuki Eba e le chiede di ritornare alla sua città natale, Shōbara, se lei si fosse trovata in difficoltà. Nel presente, Yuzuki si trasferisce a casa di Kirishima, dopo essere scappata dalla sua famiglia adottiva. La ragazza aiuta Haruto a far amicizia con Nanami Kanzaki, della quale il giovane è innamorato sin dalle medie, ma Kirishima s'innamora gradualmente di Eba. Il giovane aiuta Yuzuki a riconciliarsi con la propria famiglia, la quale la incoraggia a ritornare a Tokyo. I due iniziano una relazione a lunga distanza, fino al momento in cui Yuzuki decide all'improvviso di interromperla. Haruto si trasferisce a Tokyo per chiarire definitivamente la vicenda, ma viene a sapere che Yuzuki ha una relazione con Kyosuke Kazama e che lei ha scelto di restagli accanto per simpatia e per il fatto che non gli resta molto da vivere a causa di una malattia terminale. Per tutta risposta, Haruto dichiara che riporterà indietro Yuzuki, consigliando a Kyosuke di affrontare un rischioso intervento che gli avrebbe consentito di competere con lui alla pari per l'amore di Yuzuki e di vivere più a lungo. In seguito alla morte di Kyosuke, Haruto e Yuzuki smettono di vedersi per il senso di colpa provato da entrambi e due mesi dopo inizia una relazione con Asuka Mishima, amica e compagna di classe per lui e Kyosuke.

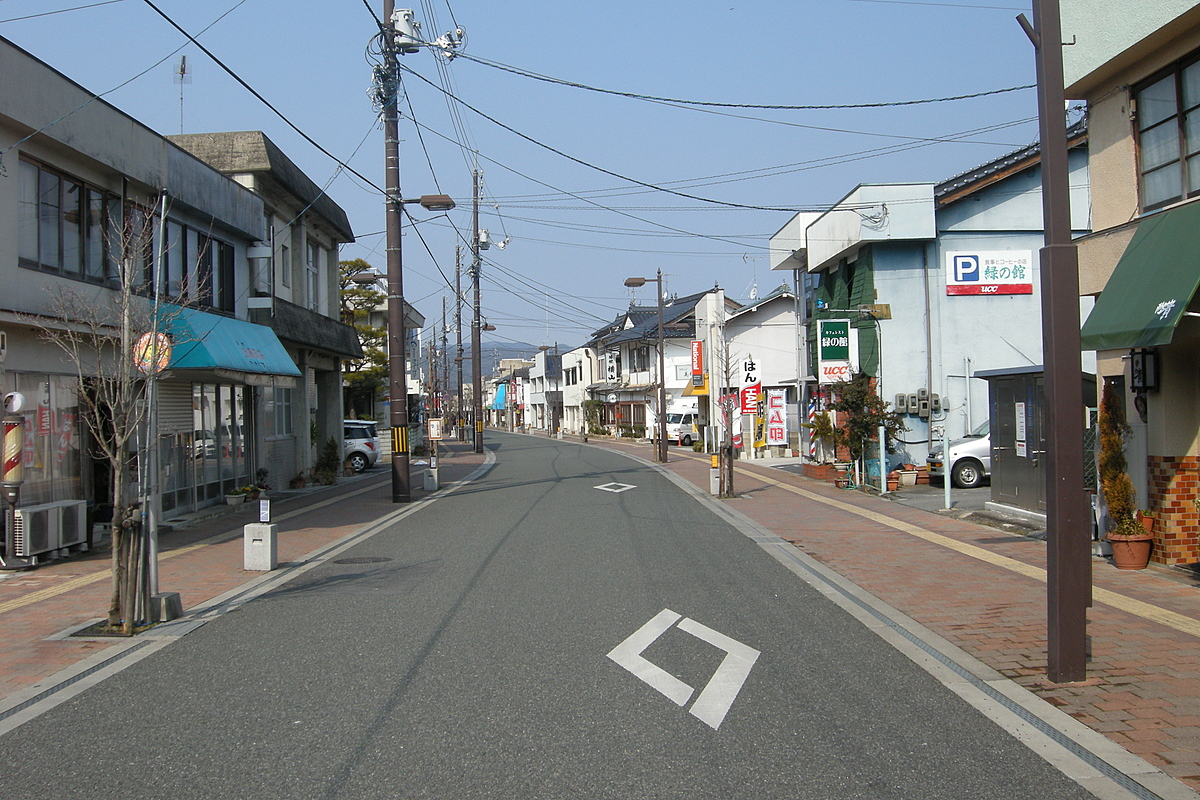
Uno scorcio di Shōbara, città giapponese dove sono state ambientate principalmente le vicende narrate nella prima parte del manga

Quasi due anni dopo, Haruto è all'università insieme ad Asuka e ai suoi amici di Hiroshima. Quando rincontra Yuzuki, i due si rendono conto di essere ancora innamorati l'uno dell'altra. Haruto interrompe il rapporto con Asuka per poter restare con Yuzuki, tuttavia i loro amici li ostracizzano. Nel momento in cui il padre di Yuzuki si oppone alla loro relazione e tenta di farla trasferire, la ragazza inizia a vivere insieme ad Haruto; in seguito alla fine i due ottengono l'approvazione del padre di lei. Dopo essersi riconciliato con i loro amici insieme a Yuzuki ed essersi laureati all'università, Haruto trova un lavoro che lo costringe a trasferirsi a Kōchi. Incapaci di sostenere la loro relazione a distanza, i due si lasciano; due anni dopo, Haruto viene ritrasferito a Tokyo e si riunisce con Yuzuki, la quale aveva aspettato il suo ritorno sino ad allora. La vicenda termina poco tempo dopo con il matrimonio dei due protagonisti.

### Ambientazione
Le vicende di A Town Where You Live sono ambientate nella cittadina di Shōbara, situata nella prefettura di Hiroshima in Giappone. Seo ha affermato che con questa serie ha voluto creare una storia romantica ambientata nella sua città natale che ispira le vicende della serie e diversi personaggi sono ispirati ad alcuni suoi amici.
Con l'avanzare della narrazione, lo scenario cambia gradualmente verso Tokyo, città dove è nata la protagonista Yuzuki: prima con il viaggio del protagonista per accompagnare la ragazza a trovare la propria famiglia e in seguito in maniera definitiva quando vi si trasferisce per chiarire il legame tra loro dopo che lei interrompe la loro relazione a distanza. Durante le scene ambientate nella capitale giapponese, l'autore ha inserito vari camei dei personaggi della precedente opera Suzuka oltre a far vivere il protagonista dalla propria sorella, la quale abita nello stesso dormitorio di Yamato Akitsuki e Suzuka Asahina.

## Personaggi

### Protagonisti
Haruto Kirishima (桐島 青大?, Kirishima Haruto)
Doppiato da Yoshimasa Hosoya.
Haruto è uno studente liceale originario di Shōbara, Hiroshima. Ha una personalità seria e rimprovera gli altri quando sono nel torto. Cucinando spesso per la sua famiglia e gli amici, ha acquisito ottime capacità in cucina e considera l'idea di fare carriera in questo campo. Sua sorella maggiore Aoi Kirishima (桐島 葵?, Kirishima Aoi) vive a Tokyo in un dormitorio, nella stanza a fianco agli Akitsuki della serie Suzuka. Haruto ha da tempo una cotta per la sua compagna di classe Nanami Kanzaki, ma i suoi sentimenti cambiano in favore di Yuzuki con l'avanzare della serie. A seguito di svariate vicissitudini, alla fine della serie il giovane sposa Yuzuki, ha un figlio con lei di nome Daiki e apre il proprio ristorante.
Yuzuki Eba (枝葉 柚希?, Eba Yuzuki)
Doppiata da Megumi Nakajima.
È una studentessa liceale proveniente da Tokyo. Diversi anni prima dell'inizio delle vicende narrate nella serie, Yuzuki partecipa ad un festival estivo a Shōbara, dove fa amicizia con Haruto. In questa occasione, Haruto le dice di tornare nel caso si fosse trovata in una situazione problematica. Sin da quel momento, cresce in lei un interesse per Haruto e pianifica di tornare a visitarlo un giorno. In seguito al secondo matrimonio del padre, Yuzuki inizia a sentirsi un'estranea nella propria famiglia e decide di frequentare il liceo a Shōbara. Grazie all'intervento di Haruto, Yuzuki può ristabilire un legame con la propria famiglia allargata, che la incoraggia a ritornare a Tokyo. Qui, il giovane malato terminale Kyosuke Kazama chiede a Yuzuki essere la sua ragazza per tutto il tempo che gli rimane da vivere. In seguito alla morte di Kyosuke, Yuzuki decide di smettere di vedere Haruto per evitare un senso di colpa provato da entrambi nei confronti del defunto ragazzo. Circa un anno e mezzo dopo, i due si rincontrano e iniziano a riavvicinarsi, rimettendosi insieme e iniziando una nuova relazione. Alla fine della serie, Yuzuki sposa Haruto e con lui ha un figlio di nome Daiki.

### Hiroshima
Takashi Yura (由良 尊?, Yura Takashi)
Doppiato da Toshiki Masuda.
È l'amico d'infanzia di Haruto. È molto impopolare tra le donne, al punto da essere regolarmente respinto. Mentre frequenta l'università, inizia una relazione con Kiyomi Asakura, che in seguito sposa quando rimane incinta.
Akari Kaga (加賀 月?, Kaga Akari)
Doppiata da Nana Kouno.
È l'amica d'infanzia di Haruto e Takashi, per metà russa e metà giapponese, dai capelli biondi con occhi azzurri, caratteristiche fisica naturale del tutto insolita tra i giapponesi. Dopo che suo padre si ammala, Akari decide di lasciare l'università e di ritornare a Hiroshima per lavoro. Al termine della serie, Akari sposa il fratello maggiore di Nanami, Narumi, ma prima confessa il suo amore ad Haruto prima di mettere da parte definitivamente i propri sentimenti per lui.
Nanami Kanzaki (神咲 七海?, Kanzaki Nanami)
Doppiata da Saori Hayami (anime di Tatsunoko Production), Yuki Takao (anime di Gonzo).
È una compagna di classe di Haruto sin dalle medie. Ha un fratello maggiore di nome Narumi Kanzaki (神咲 成海?, Kanzaki Narumi). Grazie all'aiuto di Yuzuki, Haruto è stato in grado di avvicinarsi a Nanami e di guadagnarne l'affetto. Tuttavia, lei rifiuta Haruto dopo la sua dichiarazione, dato che il giovane è sempre più vicino al cuore di Yuzuki. Mentre frequenta l'università Seijo, alla fine inizia a uscire con un altro ragazzo.
Shiho Amagi (天城 紫歩?, Amagi Shiho)
È una ragazza che Haruto incontra mentre lavora d'estate in un ristorante, per guadagnarsi i soldi da poter prendere un regalo a Yuzuki. Shiho aspira a diventare chef e l'alto livello delle sue doti culinarie denota una vera devozione verso tale professione; per questa ragione, lei è molto severa con i suoi collaboratori. Tre anni dopo, gestisce un ristorante tutto suo a Tokyo, nel quale Haruto vi lavora durante il periodo universitario.

### Tokyo
Rin Eba (枝葉 懍?, Eba Rin)
Doppiata da Aoi Yūki (anime di Tatsunoko), Saki Fujita (anime di Gonzo).
È la sorellastra di Yuzuki. Ha una personalità alquanto maliziosa e si diverte a stuzzicare Haruto flirtando. Dopo aver saputo che Haruto e Yuzuki hanno avuto il loro primo rapporto sessuale, Rin si rende conto che in fondo lei ama Haruto e si sente triste dopo questa rivelazione.
Asuka Mishima (御島 明日香?, Mishima Asuka)
Doppiata da Ayane Sakura (anime di Gonzo).
È la vicina di casa di Aoi e Haruto, nonché compagna di classe di quest'ultimo mentre frequenta il secondo e il terzo anno del liceo a Tokyo. Proviene dalla prefettura di Fukushima e come Haruto si esprime utilizzando il proprio dialetto locale, nonostante si trovi in una grande città. In seguito alla morte di Kyosuke e alla decisione di Haruto e Yuzuki di smettere di frequentarsi, lei ed Haruto iniziano ad uscire insieme. Alla fine della serie, è diventata una lanciatrice della squadra nazionale di baseball del Giappone.
Kyosuke Kazama (風間 恭輔?, Kazama Kyōsuke)
Doppiato da Daisuke Ono (anime di Gonzo).
È il ragazzo di Yuzuki durante il secondo anno di liceo e diventa amico di Haruto quando questi si trasferisce a Tokyo per inseguire la ragazza. Sfrutta la propria malattia terminale come motivo per riuscire ad intraprendere una relazione con Yuzuki. Dopo esser venuto a conoscenza del legame tra Haruto e Yuzuki, Kyosuke decide di affrontare un difficile intervento che gli permetterebbe di curare la propria malattia e scontrarsi ad armi pari con il giovane di Hiroshima per l'amore di Eba. Tuttavia, nonostante l'intervento sia riuscito, il suo corpo non riesce a reggere alla convalescenza, fatto che lo porta alla morte.
Mina Nagoshi (夏越 美奈?, Nagoshi Mina)
Doppiata da Sayuri Yahagi (anime di Gonzo).
È una delle compagne di classe di Haruto al liceo che frequenta a Tokyo. Venuto a sapere che Mina ha biglietti per un evento che si tiene nella scuola di Yuzuki, Haruto l'accompagna dandole erroneamente l'impressione di andare ad un appuntamento. Riappare successivamente come membro di un circolo universitario dedicato alle gite fuori porta che Haruto frequenta. In quest'occasione, lei crede ancora erroneamente che lei ed Haruto formino una coppia; in seguito è lei stessa a mettere fine a questo equivoco, intraprendendo una relazione con un altro ragazzo.
Kiyomi Asakura (浅倉 清美?, Asakura Kiyomi)
Doppiata da Aya Endō (anime di Gonzo).
È l'amica d'infanzia di Kyosuke Kazama. Inizialmente ha una forte antipatia per Yuzuki per via della sua relazione con Kyosuke e collabora insieme ad Haruto per provare a separarli. In seguito, confessa il proprio amore a Kyosuke prima che decida di sottoporsi ad una rischiosa operazione. Mentre frequenta l'università Seijo, inizia ad uscire insieme a Takashi, con il quale si sposa dopo essere rimasta incinta.
Shiori Amaya (天谷 栞?, Amaya Shiori)
È una studentessa che frequenta la facoltà di Economia presso l'università Seijo. Sfruttando il carattere gentile di Haruto, lo mette in una situazione incresciosa per poterlo ricattare e costringere a prendere appunti delle lezioni anche per lei. Nonostante la sua famiglia sia contraria, Shiori decide di inseguire il proprio sogno di diventare una mangaka di successo.
Miyu Hoshina (保科 美夕?, Hoshina Miyu)
È la vicina di casa di Haruto durante il suo periodo da universitario. Non ha amici all'università e dato che ha frequentato un liceo femminile soffre di androfobia. Dopo aver stretto amicizia con Haruto e Yuzuki, riesce a guarire e a diventare più socievole, decidendo in seguito di andare a studiare all'estero.
Chisa Miyanaga (宮永 知沙?, Miyanaga Chisa)
È una studentessa delle medie che frequenta la scuola preparatoria dove Yuzuki lavora. Ha una cotta per Haruto, nata vedendolo tutti i giorni mentre lavora part-time in un minimarket, e decide di provare a conquistarlo, sino a quando Yuzuki non interviene facendola smettere. In seguito, divenuta una liceale, si trasferisce nell'appartamento dove viveva prima Miyu.

## Manga e pubblicazioni

La copertina italiana del ventesimo volume manga, il primo pubblicato da Goen

Il manga A Town Where You Live è stato scritto e disegnato da Kōji Seo e la sua serializzazione fu annunciata sul numero 24 del 2008 della rivista Weekly Shōnen Magazine di Kōdansha, per poi avere successivamente inizio sul numero 26 della rivista, pubblicato il 28 maggio 2008. Il capitolo finale della serie fu pubblicato sul numero 11 del 2014 della rivista, pubblicato il 12 febbraio, numero sul quale inizia anche la serializzazione dell'opera successiva di Seo, Fūka.
In Italia i diritti sono stati acquistati dall'editore GP Publishing, il quale annunciò la pubblicazione a cadenza bimestrale del manga tramite la propria rivista GP Previews, e il primo volume fu pubblicato il 27 marzo 2011. In seguito alla fusione editoriale tra GP Publishing e J-Pop, la pubblicazione nel 2013 è proseguita a cadenza irregolare sotto l'etichetta GP Manga di Edizioni BD, sino all'interruzione causata da alcune divergenze con l'editore giapponese e resa nota al pubblico nel 2016. In occasione del Napoli Comicon del 2016, la casa editrice RW Edizioni ha annunciato la prosecuzione della pubblicazione del manga tramite la propria etichetta Goen dal punto in cui si è interrotta in precedenza, ripresa avvenuta il 25 novembre dello stesso anno, mentre la pubblicazione è stata completata il 21 settembre 2020.
Il 30 ottobre 2013, Crunchyroll Manga ha incluso nella propria libreria per circa 170 nazioni il manga di A Town Where You Live, iniziando la pubblicazione della serie in inglese con la traduzione a cura di Abby Lehrke. La serie è stata pubblicata anche in Francia da Pika e in lingua cinese da Tong Li Publishing.
Kōji Seo ha creato una guida dedicata alla serie, intitolata A Town Where You Live Official Guidebook Love Navi: Love Navigation! (君のいる町 公式ガイドブック 恋なび Love Navigation!?, Kimi no Iru Machi Kōshiki Gaido Bukku Koi Nabi Love Navigation!) e pubblicata in Giappone sempre da Kodansha il 16 agosto 2013.

## Adattamenti ad anime

### La serie OAV di Tatsunoko Production
Una serie OAV di due episodi, intitolata Kimi no iru machi: tasogare kōsaten (君のいる町～黄昏交差点～?, Kimi no Iru Machi Tasogare Kōsaten), fu prodotta da Tatsunoko Production in collaborazione con la città di Shōbara. Yasuhiro Yoshiura e Hiroshi Kobayashi hanno diretto gli episodi con la sceneggiatura curata da Momoko Murakami e le musiche di Keiichi Oku. La sigla utilizzata per i due episodi fu Tasogare Kōsaten (黄昏交差点?) di Erina Mano; il brano fu in seguito pubblicato come singolo da Hello! Project. Gli episodi furono pubblicati insieme alle edizioni limitate dei volumi 17 e 18 del manga, usciti rispettivamente il 16 marzo e il 15 giugno 2012. La serie copre la partenza di Haruto Kirishima per Tokyo, separandosi dai suoi compagni di classe per cercare Yuzuki Eba.

### Gli anime di Gonzo

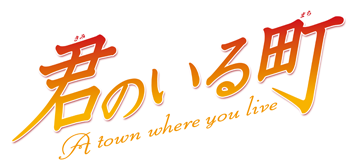
Il logo giapponese della serie

Un nuovo adattamento a serie televisiva anime è stato prodotto dallo studio Gonzo, sotto la regia di Shigeyasu Yamauchi. La sceneggiatura è stata scritta da Reiko Yoshida, mentre le musiche sono state composte da Keiichi Oku. La produzione dell'anime fu annunciata sul numero 15 del 2013 della rivista Weekly Shōnen Magazine. Per promuovere la serie, un programma radiofonico condotto dai doppiatori dell'anime fu trasmesso su Nippon Cultural Broadcasting tra il 6 e il 27 luglio 2013. L'anime fu trasmesso per la prima volta su TX Network tra il 13 luglio e il 28 settembre 2013. La serie fu trasmessa anche su Hiroshima Home Television e AT-X, oltre ad essere stata resa disponibile in streaming sui portali Niconico e Bandai Channel.
L'anime ha visto l'utilizzo di quattro brani come sigle: quella di apertura è Sentimental Love (センチメンタルラブ?, Senchimentaru Rabu) di Mimimememimi. La prima sigla di chiusura è "A Town Where You Live" (君のいる町?, Kimi no Iru Machi) ed è stata utilizzata per i primi sei episodi, mentre la sua versione alternativa Answer Songs è stata utilizzata per l'ultimo episodio; il brano è stato fatto da Yoshimasa Hosoya. La sigla di chiusura utilizzata per gli episodi rimanenti è stata Dear Friend di Daisuke Ono. Sentimental Love fu pubblicata come CD singolo da A-Sketch, mentre i brani Kimi no Iru Machi e Dear Friend furono pubblicati da Universal Music Group.
Nozomi Entertainmente di Right Stuf Inc. annunciò la pubblicazione di una versione sottotitolata in inglese per il Nord America nel luglio 2015, avvenuta in seguito su YouTube; la serie è stata resa disponibile anche sulla piattaforma Crunchyroll per Stati Uniti e Canada nel 2017.
Gonzo ha anche prodotto due episodi OAV, i quali sono stati pubblicati insieme alle edizioni limitate dei volumi 26 e 27 del manga originale. Relativi all'anime di Gonzo sono stati pubblicati anche un drama CD ed una image song.

#### Lista episodi
Serie televisiva
| Nº | Titolo italiano (traduzione letterale) Giapponese 「Kanji」 - Rōmaji       | In onda           | In onda |
| Nº | Titolo italiano (traduzione letterale) Giapponese 「Kanji」 - Rōmaji       | Giapponese        |         |
| 1  | Ricerca 「追いかけて」 - Oikakete                                          | 13 luglio 2013    |         |
| 2  | Quando fioriscono i fiori di ciliegio 「桜の咲く頃」 - Sakura no sakukoro  | 20 luglio 2013    |         |
| 3  | All'improvviso, bang! Un bacio 「突然、バタンチュー」 - Totsuzen, batanchū | 27 luglio 2013    |         |
| 4  | Saluti 「あいさつ」 - Aisatsu                                              | 3 agosto 2013     |         |
| 5  | Dichiarazione di guerra 「宣戦布告。」 - Sensen fukoku                     | 10 agosto 2013    |         |
| 6  | I miei veri sentimenti 「オレの本心。」 - Ore no honshin                   | 17 agosto 2013    |         |
| 7  | Desiderio. 「ねがい。」 - Negai.                                           | 24 agosto 2013    |         |
| 8  | La sera della riunione 「再会の夜に」 - Saikai no yoru ni                  | 31 agosto 2013    |         |
| 9  | È un appuntamento. 「デートするか。」 - Dēto suru ka.                      | 7 settembre 2013  |         |
| 10 | Fiori splendidi 「キレイな花」 - Kireina hana                              | 14 settembre 2013 |         |
| 11 | Confessione. 「告白。」 - Kokuhaku.                                        | 21 settembre 2013 |         |
| 12 | Una città dove tu vivi 「君のいる町」 - Kimi no iru machi                  | 28 settembre 2013 |         |

OAV
| Nº | Titolo italiano (traduzione letterale) Giapponese 「Kanji」 - Rōmaji | Pubblicazione   | Pubblicazione |
| Nº | Titolo italiano (traduzione letterale) Giapponese 「Kanji」 - Rōmaji | Giapponese      |               |
| 1  | Una città dove tu vivi 「ウチがきた町」 - Uchi ga kita machi         | 17 gennaio 2014 |               |
| 2  | Nel luogo della promessa 「約束の場所で」 - Yakusoku no basho de     | 17 marzo 2014   |               |

## Altri media
Un videogioco RPG per smartphone Android e iOS è stato pubblicato nel 2015 in Giappone, attraverso la piattaforma Mobage il 15 gennaio e tramite Gree il 6 marzo.

## Accoglienza
In Giappone, i volumi del manga A Town Where You Live si sono affermati frequentemente nelle classifiche settimanali per manga più venduti, durante le loro settimane di pubblicazione sul mercato. Jason Thompson ha lodato la serietà di A Town Where You Live e il suo tono maturo, aggiungendo poi che il pubblico apprezzerà molto la serie per il suo realismo e la criticherà al contempo per la lentezza narrativa e per diverse parti snodi banali. Manga-News ha elogiato l'introduzione della serie, la quale si è dimostrata più realistica della precedente opera a fumetti di Seo, Suzuka, definendo poi la trama movimentata. Riguardo ai volumi successivi del manga, Manga-News ha criticato la trama per essere piuttosto prevedibile, con cliché piuttosto comuni nella serie dello stesso genere, denotando un loro trascinamento nel corso della storia. Inoltre, l'atteggiamento dei personaggi è stato bocciato, definendolo non plausibile e inconsistente. Manga-News è poi ritornata a parlare positivamente della serie con il volume della serie incentrato sulla vicenda di Kyosuke Kazama; i recensori hanno lodato l'introduzione di una nuova ambientazione fissa in tale arco narrativo, con una rottura dai soliti elementi classici del genere e snodi sorprendenti all'occhio del lettore per la prima volta nella serie. Successivamente recensendo la seconda parte del fumetto, Manga-News è ritornata a denotare punti negativi, citando i punti affermati nelle recensioni critiche precedenti. AnimeLand ha dato reazioni del tutto simili. Inizialmente si sono espressi in maniera positivi nei confronti dell'opera di Seo, lodando la presenza di un protagonista realistico, salvo poi riportare le stesse critiche di Manga-News.